# Knihovna Jiřího Mahena v Brně
Knihovna Jiřího Mahena v Brně, příspěvková organizace (KJM) je veřejná knihovna v Brně, která je druhou největší městskou knihovnou v Česku. Jejím zřizovatelem je město Brno a má formu příspěvkové organizace. Sídlí ve Schrattenbachově paláci v historickém centru města a po celém Brně má dalších 34 poboček. Ústřední knihovna má navíc detašovaná pracoviště v Kleinově paláci (IN-centrum) a v Mahenově památníku v Masarykově čtvrti.
Všechny provozy, vyjma IN-centra (které je určené pro vzdělávací aktivity) a pobočky Na Křižovatce na Starém Brně (ta slouží jako výukové pracoviště studentů informačních studií a knihovnictví na Filozofické fakultě Masarykovy univerzity), jsou součástí automatizované knihovní sítě, takže je mohou čtenáři využívat s jedním čtenářským průkazem. Před většinou poboček je také umístěn návratový box.

## Historie
Počátky vzniku městské knihovny v Brně jsou datovány do let 1919, kdy byl v nově vzniklém Československu přijat knihovnický zákon, a 1920. Tehdy vedení Brna podniklo první kroky k jejímu zřízení. Veřejná knihovna obecní vznikla 1. února 1921, jejím prvním knihovníkem se stal spisovatel a novinář Jiří Mahen. Sídlila ve dvou místnostech v budově německé obecné školy na Veveří 26. Mahenovým prvotním úkolem bylo pro nově vzniklou instituci sehnat dostatečný knihovní fond. Pro veřejnost byla otevřena 20. listopadu 1922 a její součástí bylo 14 poboček po celém městě. Veřejná čítárna byla umístěna v budově měšťanské školy v Křenové ulici.
Ke zlepšení nevyhovující situace s nedostatečnými prostorami došlo v roce 1926, kdy byla ústřední knihovna přestěhována do pěti místností v budově německé dívčí školy na Rašínově 3. Hlavní čítárna se přesunula v roce 1934 do budovy Městského osvětového sboru na Solniční 12. Roku 1937 byl Mahen jmenován ředitelem knihovny, avšak již v roce 1939 spáchal sebevraždu. Po jeho smrti knihovnu dlouhodobě vedl Ladislav Řezníček. Na konci roku 1939 se do budovy Solniční 12 přesunula celá ústřední knihovna, která tak měla k dispozici devět místností.
Od roku 1950 sídlí knihovna ve Schrattenbachově paláci v Kobližné ulici. V roce 1951 přešla pod správu krajského národního výboru a stala se z ní krajská knihovna, která měla v roce 1958 již 32 poboček. Při příležitosti 20. výročí úmrtí Jiřího Mahena bylo roku 1959 jeho jméno začleněno do názvu knihovny. Mezi lety 1958 a 1969 se ve správě knihovny několikrát vystřídal brněnský městský národní výbor a jihomoravský krajský národní výbor. Od roku 1969, kdy byla členěna na ústřední knihovnu a sedm obvodních knihoven s pobočkami, byla ve správě Národního výboru města Brna a po roce 1990 je jejím zřizovatelem město Brno.
V roce 1992 byl ve vile v Masarykově čtvrti, kde žil Jiří Mahen, otevřen Mahenův památník, ve kterém se kromě muzea nachází také pobočka knihovny. Roku 1997 byl v ústřední knihovně zpřístupněn pro veřejnost internet, na pobočkách byl internet pro veřejnost uváděn do provozu po roce 2002. Tehdy také začaly pobočky přecházet na automatizovanou knihovní síť; jako první se k ní v roce 2002 připojily pobočky v Mahenově památníku a v Bystrci.
V letech 1998–2001 se uskutečnila komplexní rekonstrukce ústřední knihovny, na kterou v letech 2013–2014 navázala její dostavba a reorganizace a následné dovybavení moderními technologiemi a mobiliářem (2015). V letech 2023 a 2024 byl interiér i exteriér ústřední knihovny zrekonstruován, součástí oprav bylo zprovoznění nové automatické návratové linky a samoobslužných výpůjčních zařízení (self-checků).

## Provozy
- Ústřední knihovna (ul. Kobližná) s detašovanými pracovišti:
  - Mahenův památník (ul. Mahenova)
  - IN-centrum (nám. Svobody)

Pobočky (34):
| - Bohunice (ul. Lány) - Bosonohy (ul. Ostopovická) - Bystrc (ul. Vondrákova) - Černá Pole (nám. SNP) - Černovice (ul. Charbulova) - Dolní Heršpice (ul. Havránkova) - Horní Heršpice (ul. Bednářova) - Husovice (ul. Musilova) - Chrlice (Chrlické nám.) - Ivanovice (ul. Mácova) - Jehnice (nám. 3. května) - Jundrov (ul. Veslařská) | - Kníničky (ul. Ondrova) - Kohoutovice (Libušina tř.) - Komárov (ul. Černovická) - Komín (ul. Vavřinecká) - Královo Pole (ul. Palackého) - Lesná (ul. Haškova) - Líšeň (ul. Jírova) - Maloměřice (ul. Selská) - Medlánky (ul. Kytnerova) - Nový Lískovec (ul. Oblá) - Ořešín (ul. U Zvoničky) - Řečkovice (ul. Kolaříkova) | - Slatina (Jihomoravské nám.) - Soběšice (ul. Zeiberlichova) - Staré Brno – „Na Křižovatce“ (ul. Křížová) - Starý Lískovec (ul. Kurská) - Štýřice (ul. Vojtova) - Tuřany (Tuřanské nám.) - Vinohrady (ul. Velkopavlovická) - Žabovřesky (ul. Mozolky) - Žebětín (Křivánkovo nám.) - Židenice (ul. Stará osada) |

## Galerie

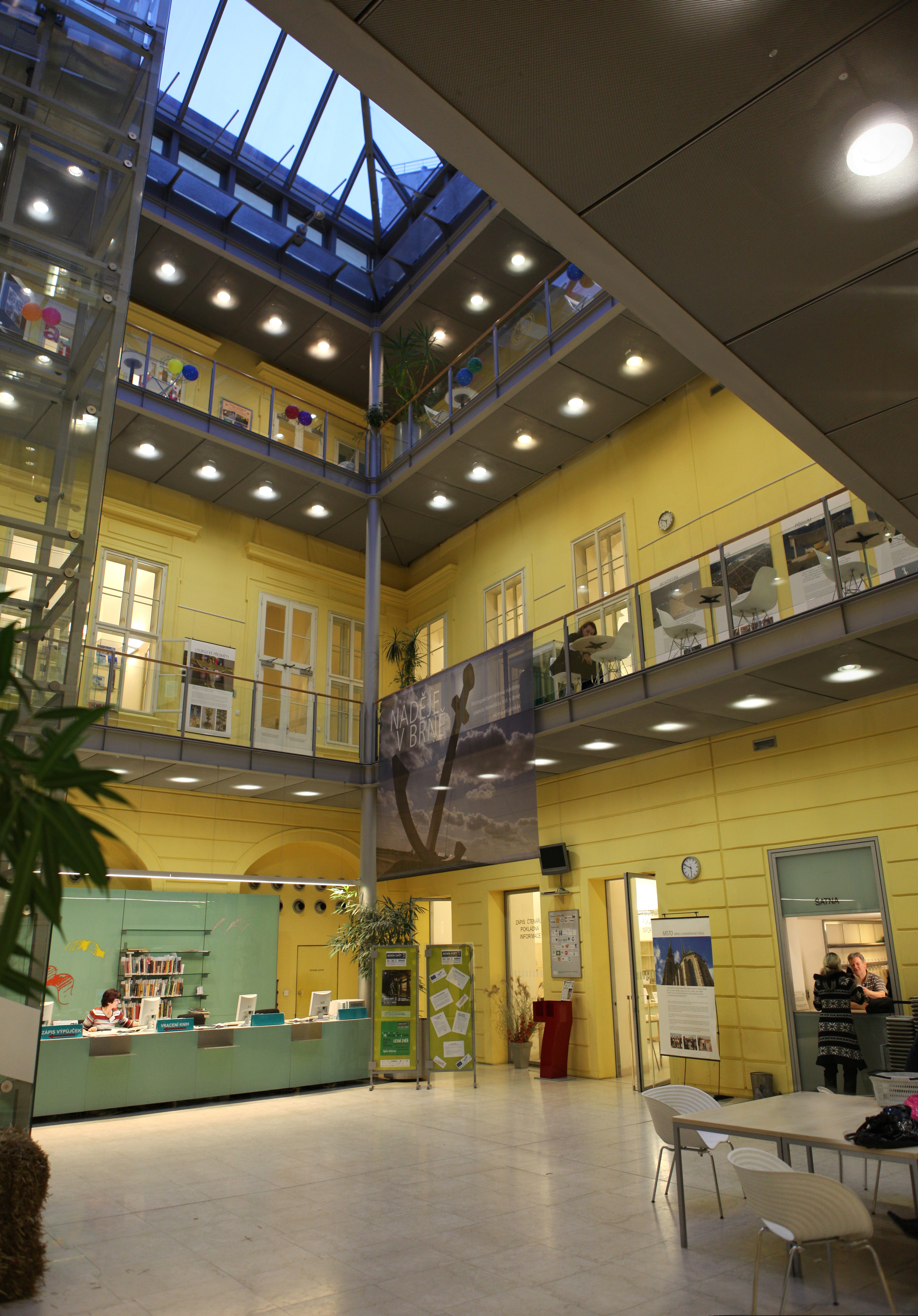
Atrium ústřední budovy knihovny
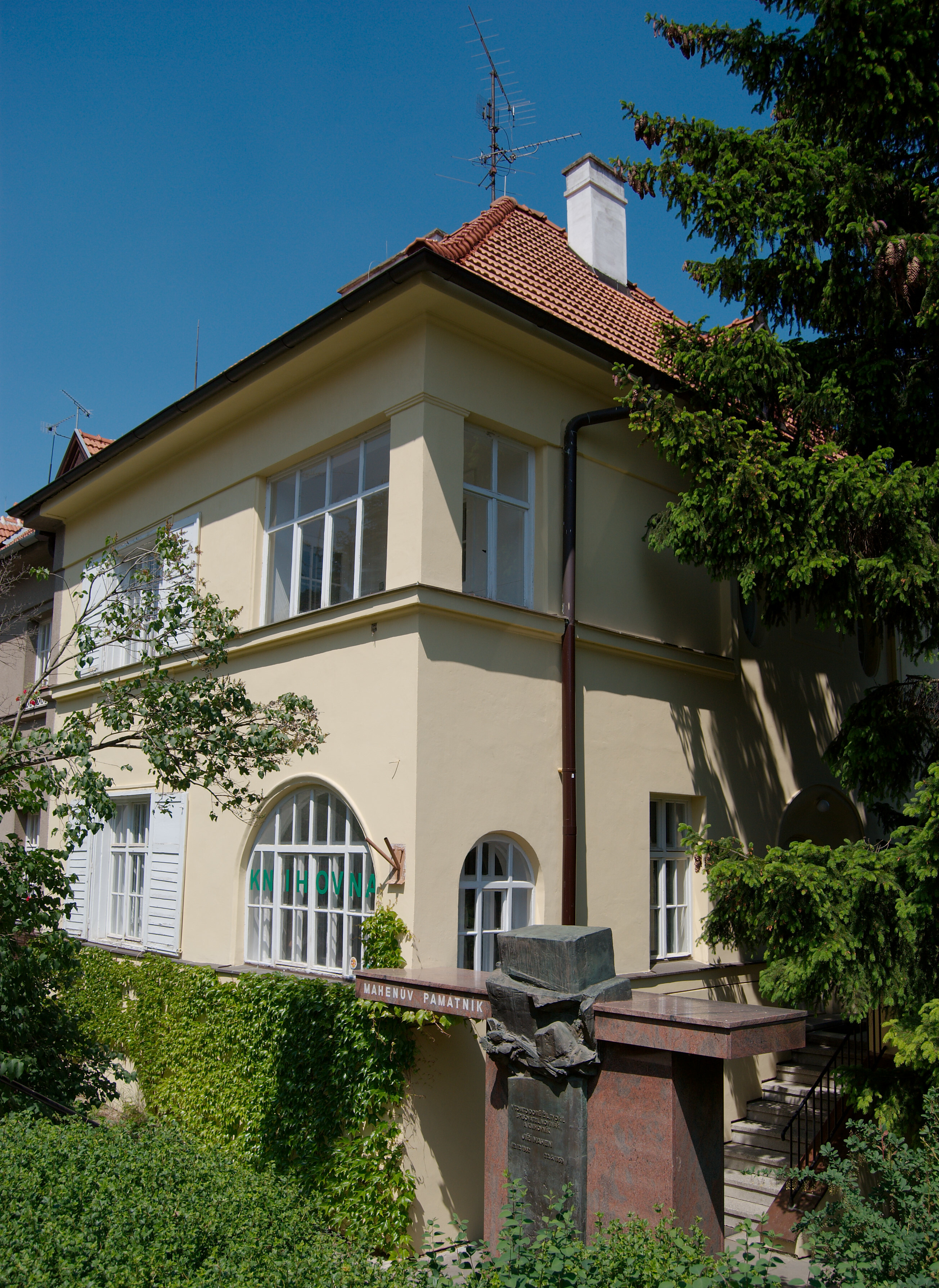
Mahenův památník v Masarykově čtvrti
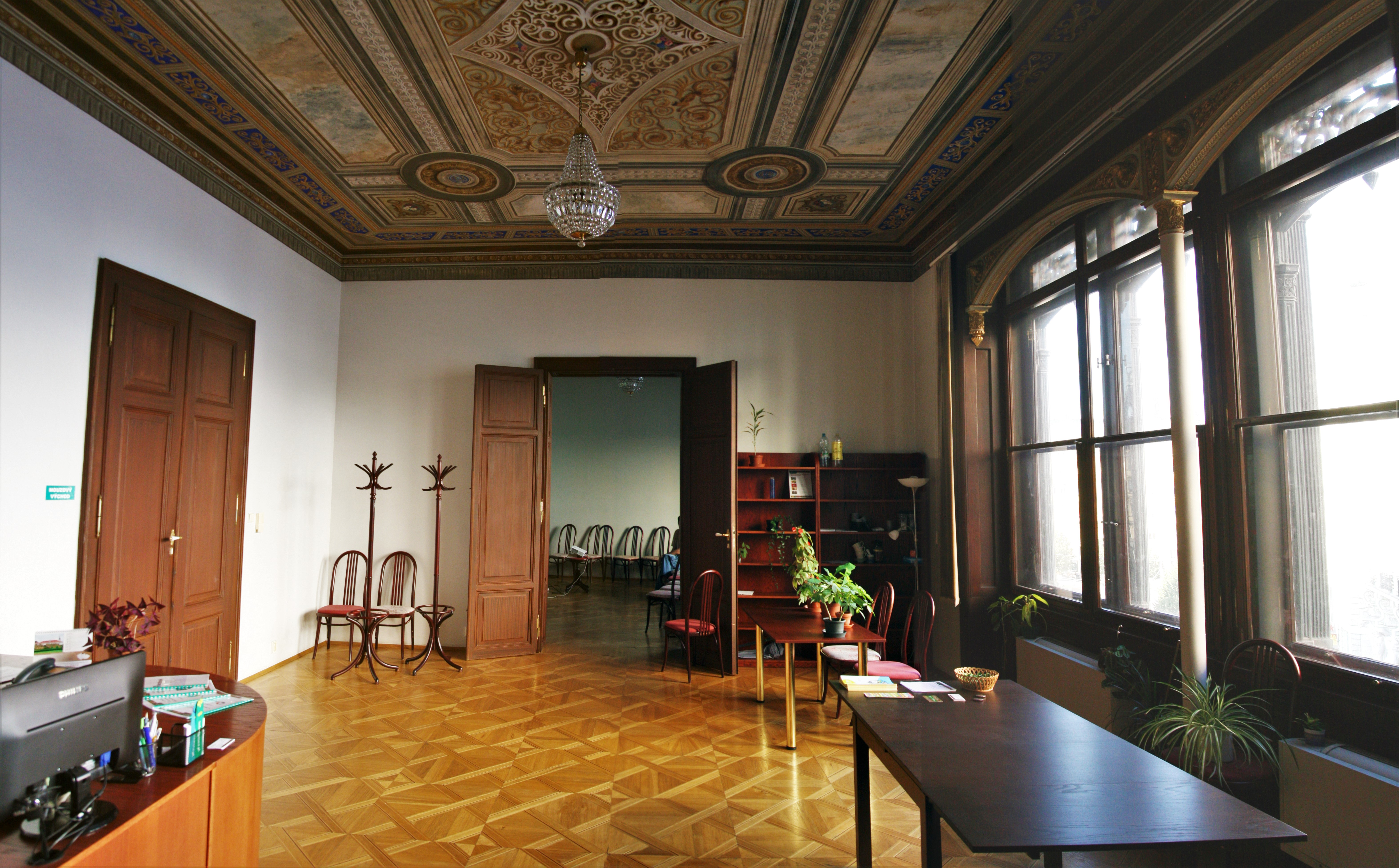
IN-centrum v Kleinově paláci
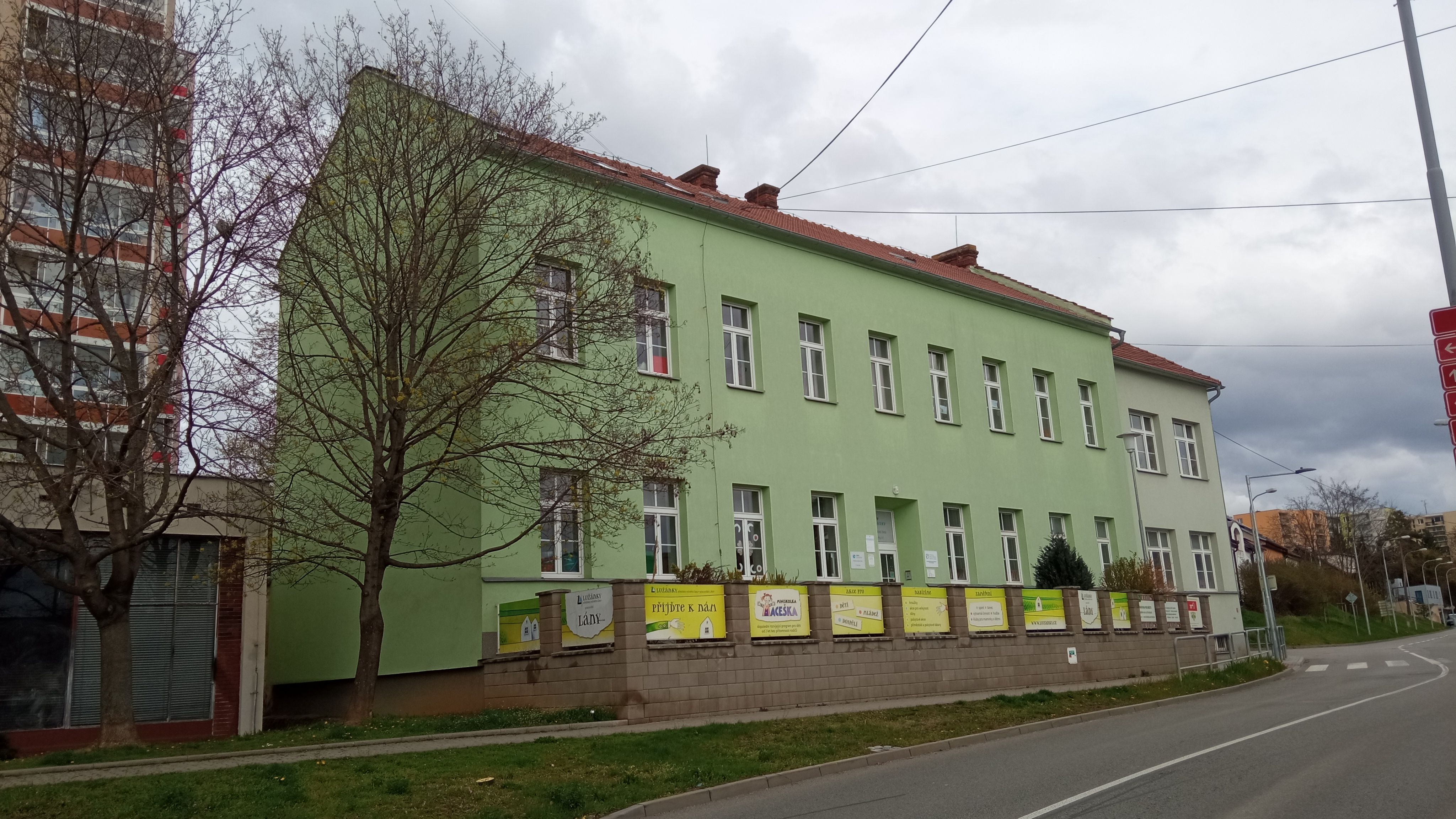
Pobočka Bohunice
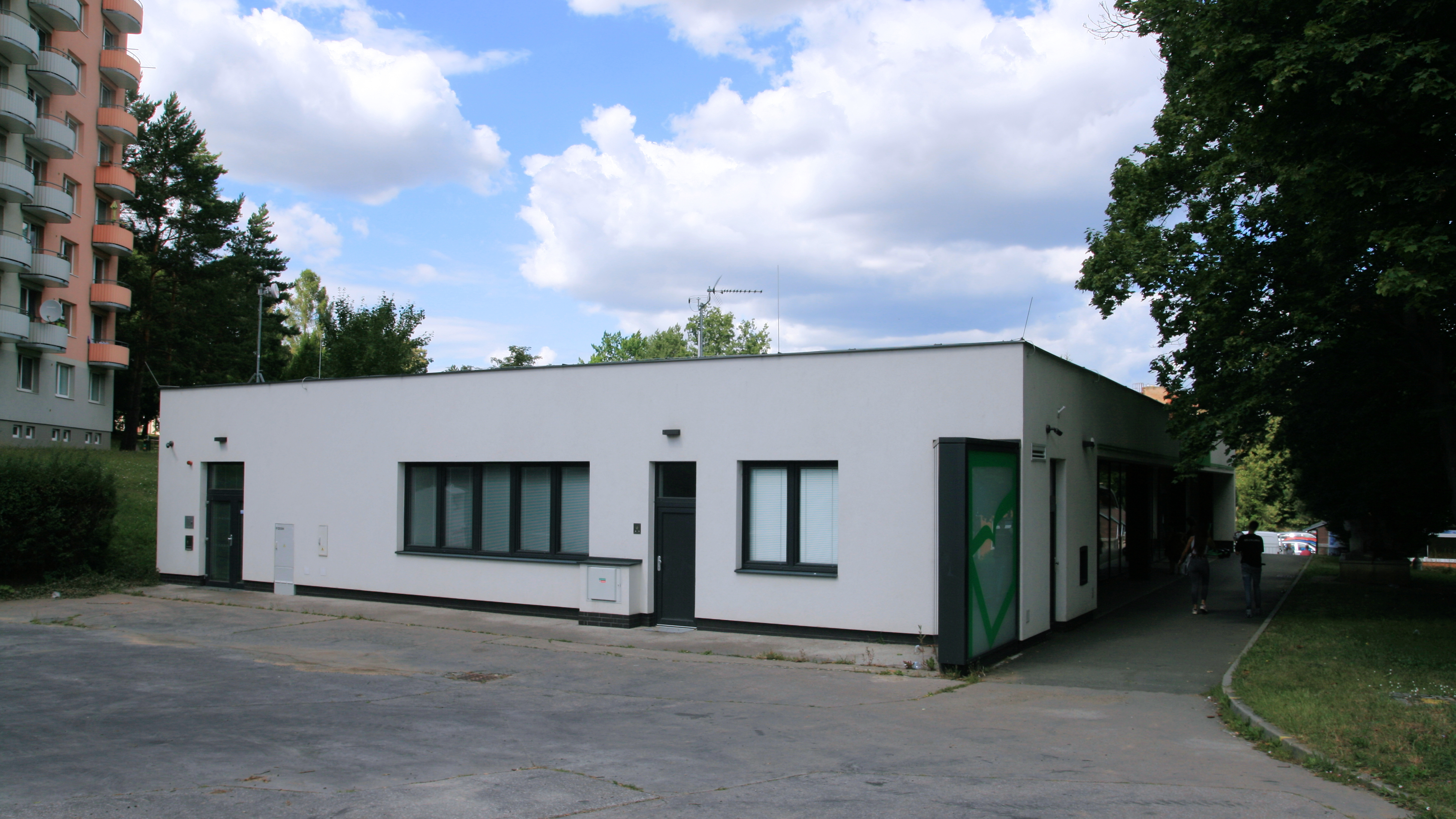
Pobočka Bystrc
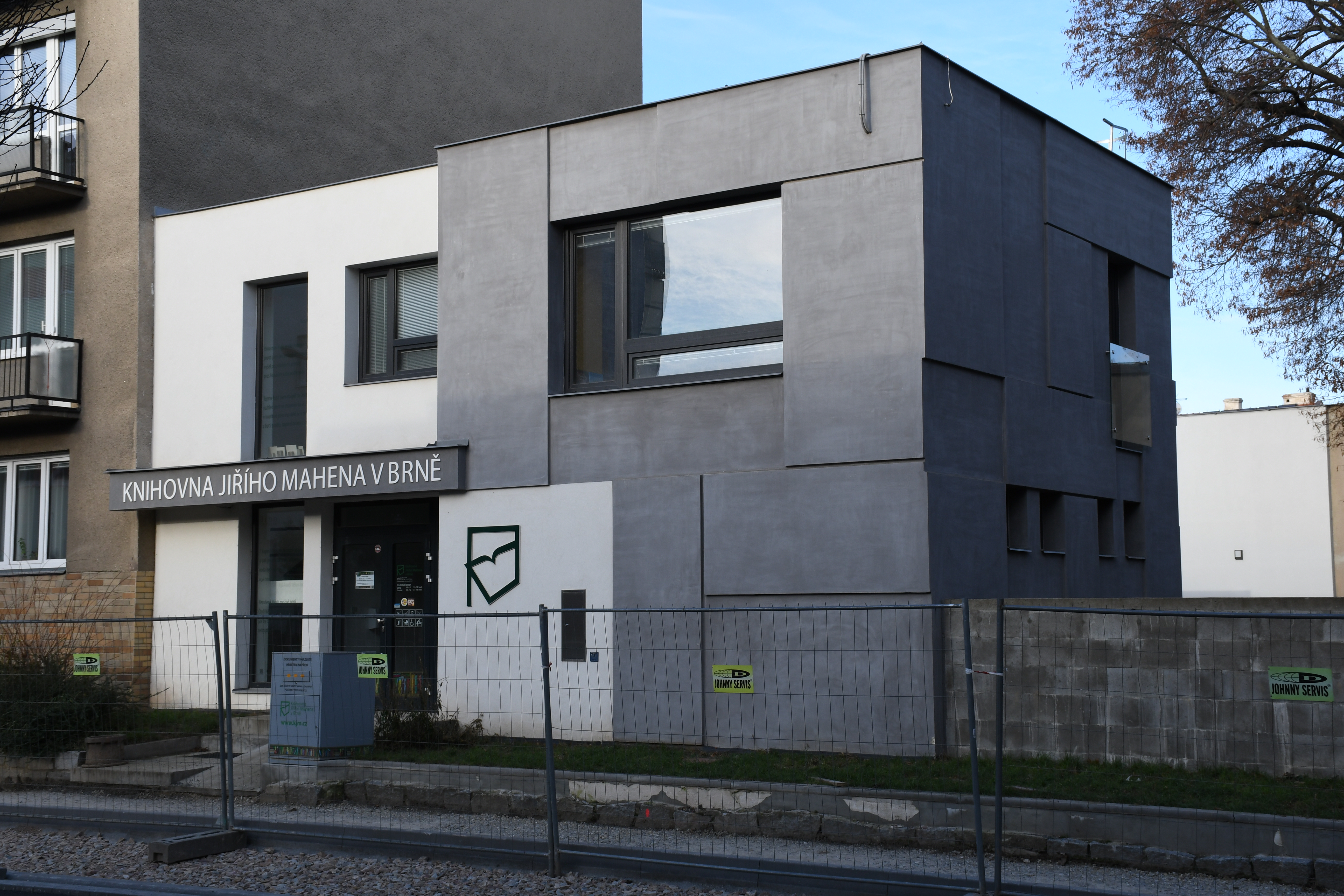
Pobočka Husovice
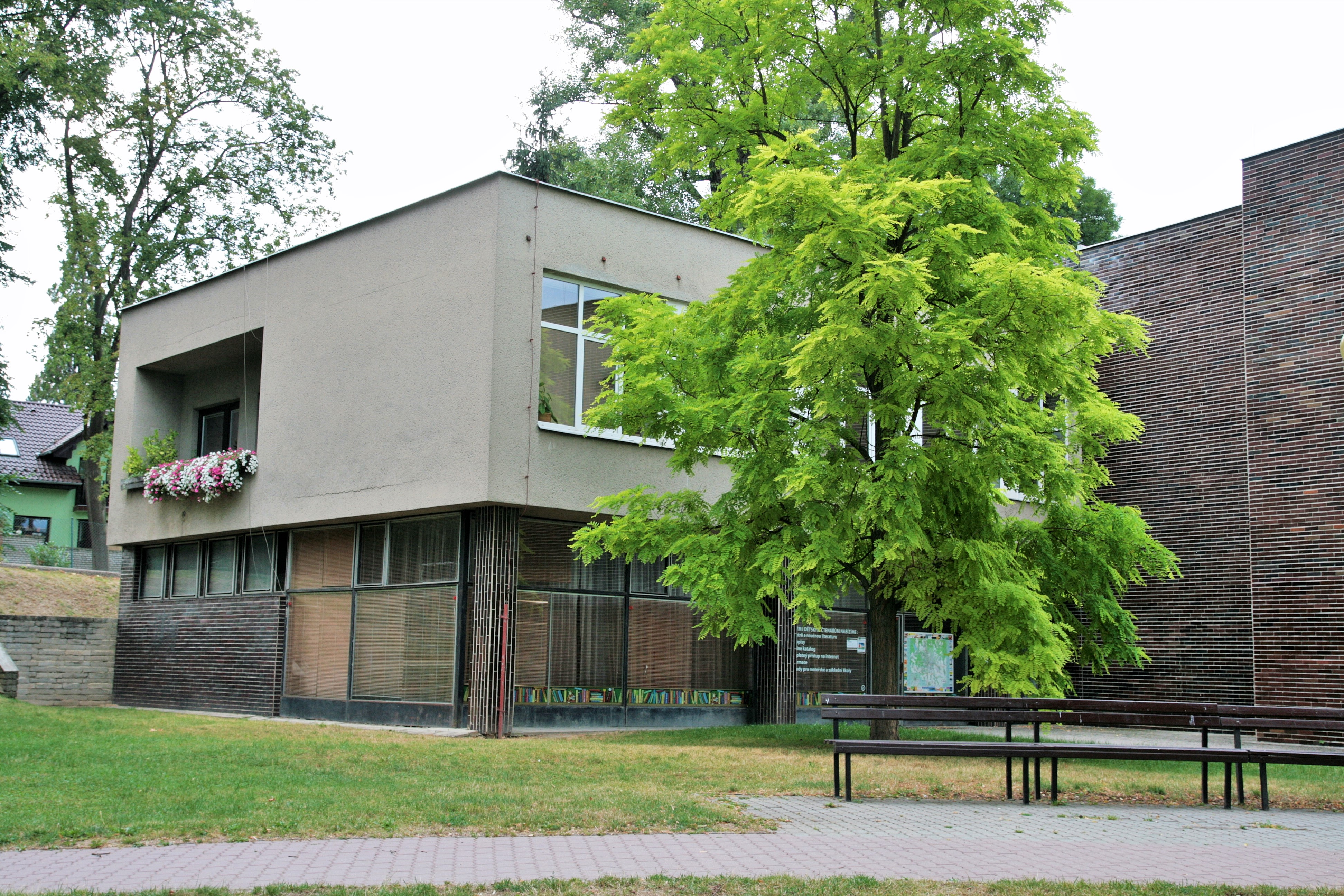
Pobočka Jundrov
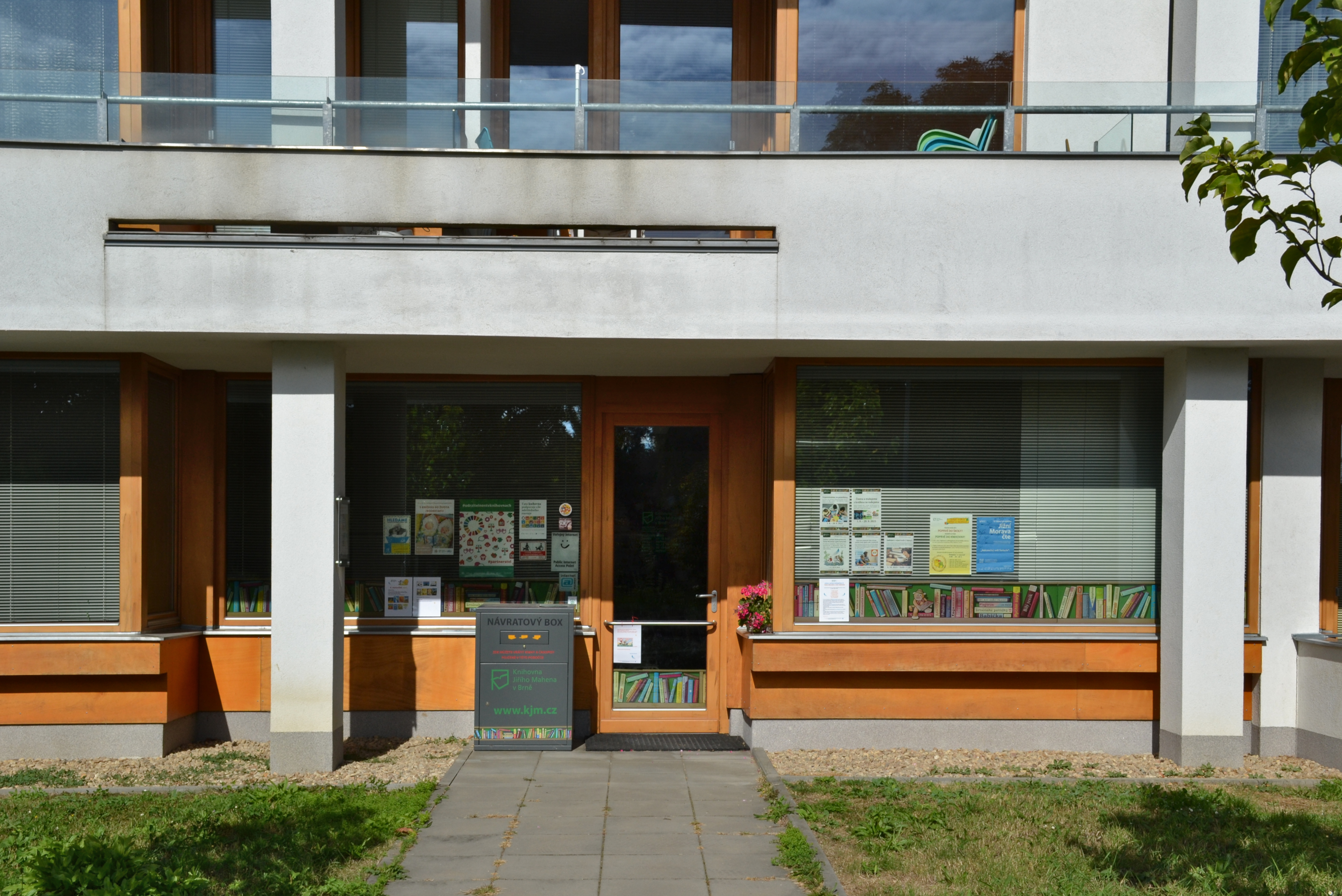
Pobočka Komín
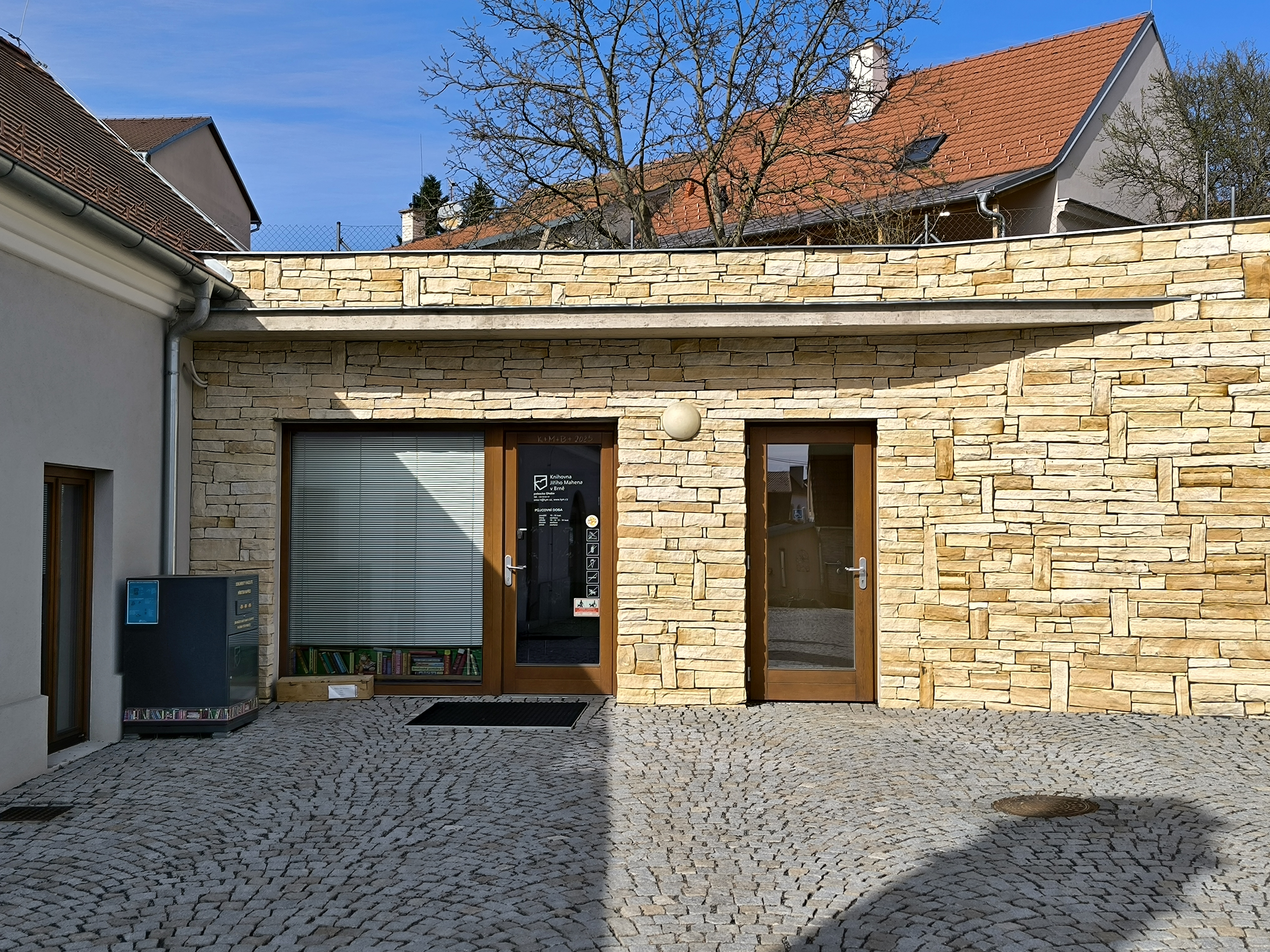
Pobočka Ořešín
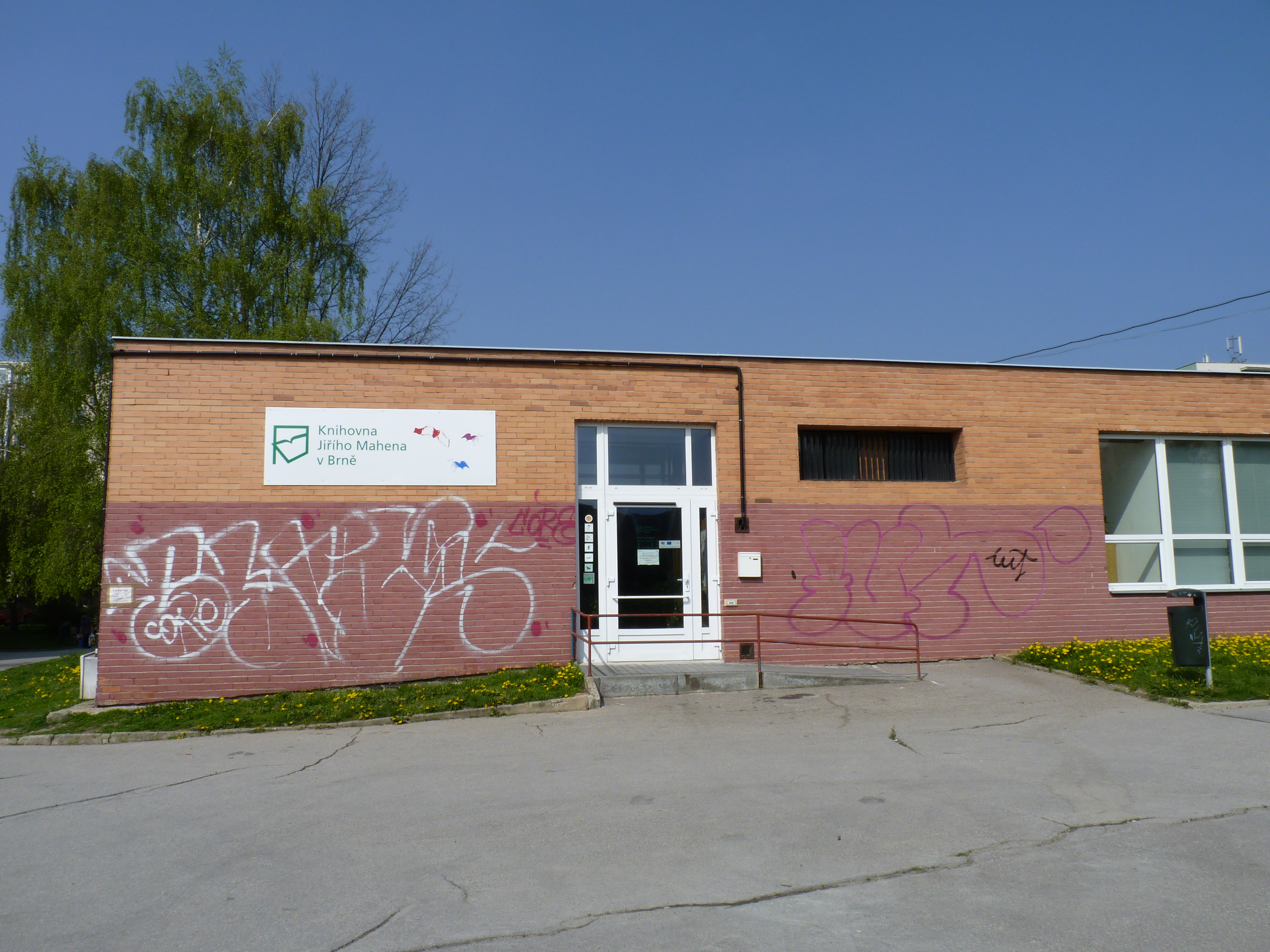
Pobočka Starý Lískovec
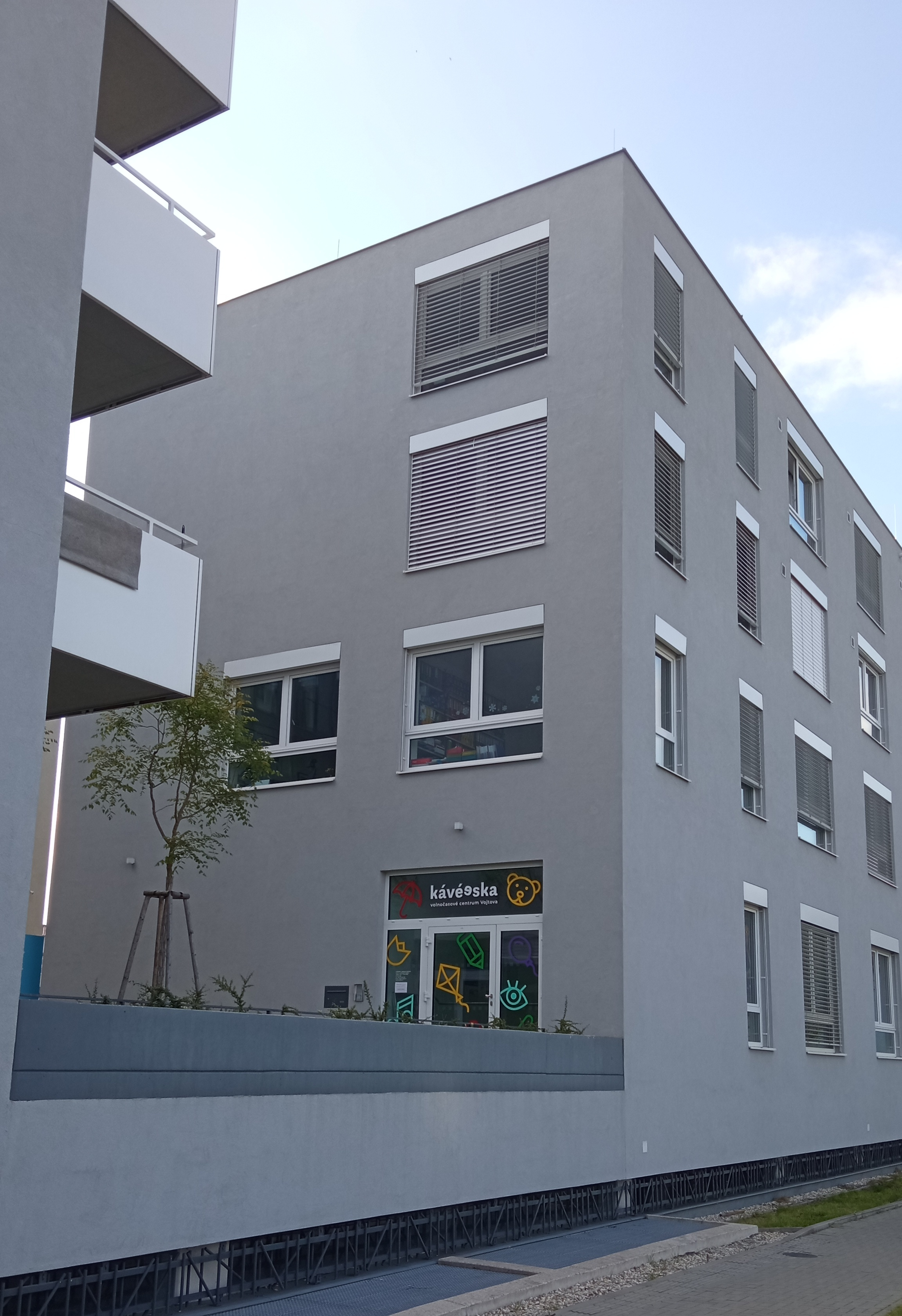
Pobočka Štýřice